# Мембрана (вебсайт)
Membrana — науково-популярний інтернет-портал, заснований 2000 року. Перша самостійна робота вебстудії Антона Болотова. Містить розгорнуті статті, новинну інформацію, ілюстрації, фотографії; був форум на наукові, науково-популярні та навколонаукові теми.

## Розділи і рубрики
Сайт «Мембрана» містить наступні розділи:
- Світові новини;
- Ярмарок ідей;
- Клуб «Мембрана»;
- Фотогалереї;
- Стоп-кадри.
- Форуми та дискусії;

Статті сайту розбиті на рубрики:
- Справа техніки (техніка, механізми, електроніка);
- Планетарний масштаб (природа, космос, суспільство);
- Гра уяви (мистецтво, проекти, експерименти);
- Мережеве оточення (інтернет);
- Складно про просте (це повинен знати кожен);
- Великі зв'язки (зв'язок, телекомунікації);
- Здоровий інтерес (медицина, здоров'я, спосіб життя);
- Секрет фірми (бізнес, люди і гроші);
- Еврика (винаходи, відкриття, гіпотези);
- Свобода слова (матеріали читачів сайту);
- Круглий стіл (бесіди з цікавими людьми);
- Технофетиш (технологічні предмети розкоші);
- Зіпсований телефон (не зовсім достовірна інформація).

## Перспективи
У 2011 році на сайті було оголошено про запуск «антисоціальної мережі» Хобіус, створеної тим же розробником. Аудиторія Хобіуса з тих пір значною мірою складається з читачів «Мембрани».
Призупинення роботи сайту
З 1 червня 2012 року на сайті не відбувалося ніяких змін: не оновлювалася стрічка новин, активними залишалися лише призначені для користувача опції. Останньою новиною став матеріал про приводнення приватного космічного апарата «Дракон».
На початок 2014 р змін на сайті не відбулося. У квітні сайт перестав відкриватися, але до початку червня знову почав, а Хобіус продовжує бути недоступним.
До кінця 2014 року після майже річного простою фанатами Хобіуса був створений клон Hobius +.

## Нагороди
- Лауреат Національної Інтернет-премії російської академії інтернету 2003 року в номінації «Освіта та наука».[7]
- Біляївська премія-2005[8]
- Премія РОТОР, категорія «Науково-освітній сайт року»: в 2004, 2008, 2009 роках - 3-є місце; РОТОР ++, та ж категорія, 3-є місце в 2005 році і 2-е місце в 2007 році.[9]